# مسجد حاج علی کوچک
مسجد حاج علی کوچک مربوط به دوره قاجار است و در آمل، در پایین بازار واقع است. بنای اولیه این مسجد بیش از دو قرن می‌رسد اما اخیراً ساختمان آن خراب و مسجد باشکوهی بر سر جای آن احداث شده است. در سابق این مسجد دارای گلدسته‌ای آجرنما بود که پوششی سفالین داشت.